# Vuurtempels van Tall-e Janghi
De vuurtempels van Tall-e Janghi zijn een complex van zoroastrische tempels uit het begin van de 5e eeuw in de Iraanse provincie Fars. De tempels liggen in de vlakte van Farashband ten zuiden van de stad Shiraz.
Een vuurtempel bestaat uit een atashgah of vuurtoren (de ruimte voorbehouden aan de priesters waar het eeuwige vuur brandde) en een pyreum (de ruimte waar het vuur tijdens ceremonies aan de gelovigen werd getoond).  
De tempels werden gebouwd in opdracht van Mehr Narseh, een minister van de Sassanidische koning Yazdagird I. De hoofdstructuur van het tempelcomplex is vierkant. Op de vier hoeken zijn kleine koepels aangebracht. Deze bouwstijl werd herhaald in het 10e-eeuwse mausoleum van Ismail Samani in Buchara.